# Vliegtuigramp van Sault-au-Cochon

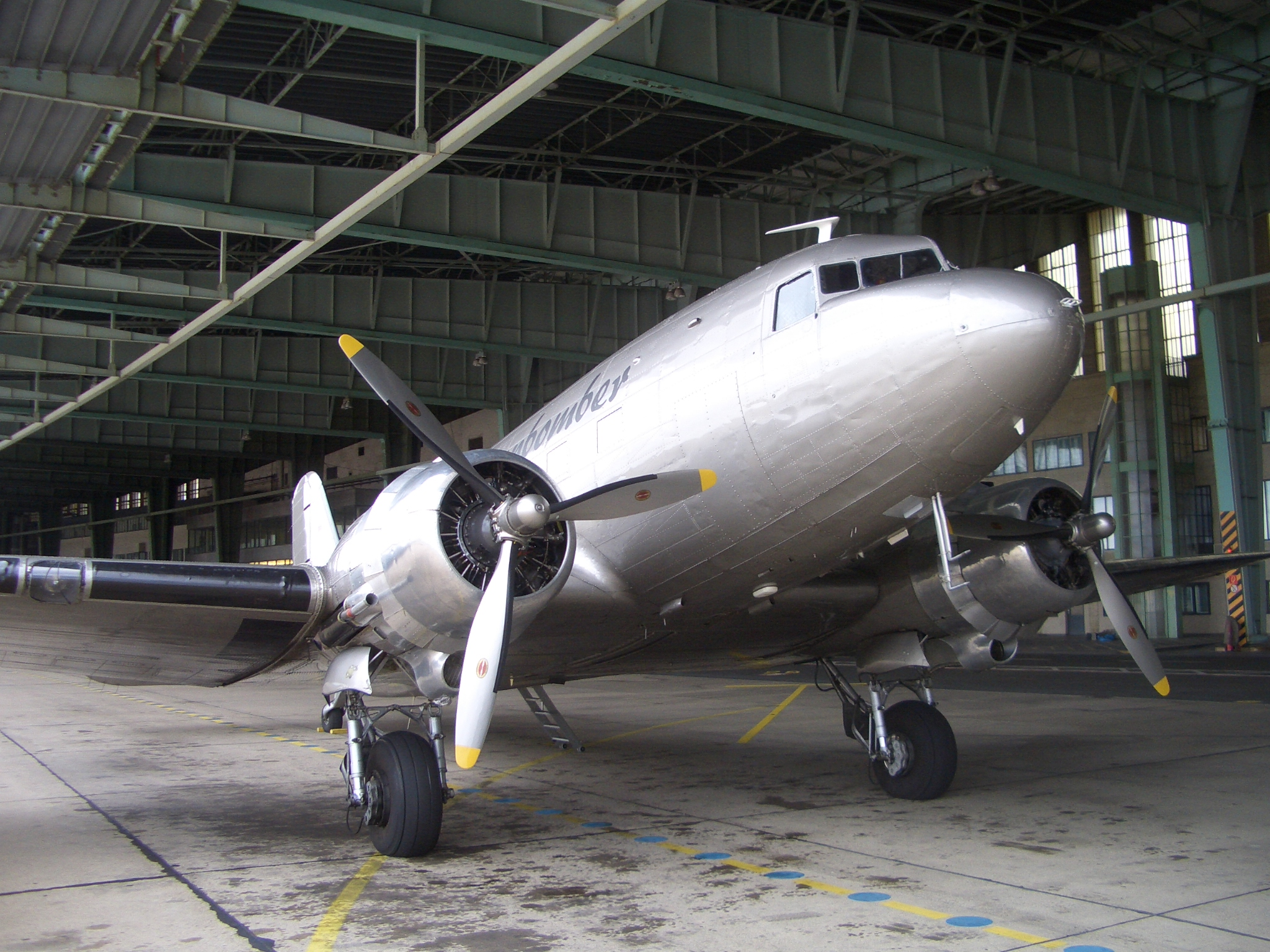
Foto van een gelijkaardige DC-3

Op 9 september 1949 stortte een vliegtuig van Rimouski Air neer nabij Sault-au-Cochon in Quebec (Canada) waarbij alle 23 inzittenden omkwamen. Het vliegtuig was kort na het opstijgen neergestort door de explosie van een vliegtuigbom aan boord. De bom was aan boord gesmokkeld op aansturen van de echtgenoot van een van de omgekomen passagiers.

## Vlucht

Kaart van Quebec met de stad Quebec en Baie-Comeau, beide langs de Saint Lawrence

Om 10u45 steeg een DC-3-passagiersvliegtuig van Rimouski Air (kort nadien overgenomen door Canadian Pacific Airlines) op van de luchthaven Sainte-Foy bij Quebec. Het ging om een binnenlandse vlucht met bestemming Baie-Comeau. Vijftig kilometer verder, nabij het vissersdorp Sault-au-Cochon op de Saint Lawrence, ontplofte het vliegtuig in de lucht en stortte neer in een bebost gebied. Getuigen zagen de explosie in de lucht en verwittigden de autoriteiten. Alle 23 inzittenden (19 passagiers en 4 bemanningsleden) kwamen om.

## Onderzoek
De onderzoekers die ter plaatse kwamen vonden sporen van explosieven tussen de brokstukken van het vliegtuig. In de pers deden speculaties omtrent de verantwoordelijke voor de bomaanslag de ronde. Aan boord van het vliegtuig waren toplui van een mijnbouwbedrijf, die mogelijk het doelwit vormden van een aanslag. Ook werd er - in volle Koude Oorlogstijd -  gedacht aan mogelijke betrokkenheid van de Sovjet-Unie. De Royal Canadian Mounted Police en de Sûreté van Quebec leidden het onderzoek en ondervroegen de naasten van alle passagiers op zoek naar een mogelijk motief. Op 23 september arresteerden zij Albert Guay, een 31-jarige handelsreiziger en echtgenoot van Rita Morel die was omgekomen bij de crash.

### Albert Guay
J. Albert Guay was een handelsreiziger die juwelen verkocht maar bekend was bij de politiediensten. Hij was gehuwd met Rita Morel en het koppel had een 4-jarige dochter. Guay en Morel hadden een stormachtige relatie vanwege de echtelijke ontrouw van Guay. Guay wilde zijn vrouw verlaten voor een 17-jarige serveuse maar een echtscheiding was in die tijd slecht gezien en ingewikkeld. Bovendien ging het Guay zakelijk niet voor de wind.

### Misdaad
Guay had voor zijn echtgenote een vliegtuigticket gekocht om juwelen op te halen in Baie-Comeau. Op dezelfde dag had hij een levensverzekering voor een bedrag van 10.000 Canadese dollar afgesloten op zijn vrouw. Een kennis, Marguerite Ruest-Pitre, een vrouw met 14 kinderen van verschillende mannen die illegale abortussen uitvoerde, had de koffer met een tijdbom afgegeven op de luchthaven als vracht voor de vlucht van Rimouski Air. De tijdbom was gemaakt door Généreux Ruest, de broer van Marguerite en een gehandicapte horlogemaker. Het plan was dat de bom zou ontploffen terwijl het vliegtuig boven de Saint Lawrence vloog. Maar omdat de vlucht met een tiental minuten vertraging was vertrokken, ging de bom af boven land. Zo waren er getuigen van de explosie en konden de wrakstukken worden onderzocht.

## Proces
Tijdens het proces getuigde een vriend van Guay dat die laatste hem eerder geld had aangeboden om zijn echtgenote te vergiftigen. Guay pleitte schuldig. Marguerite Ruest-Pitre pleitte tijdens haar proces onschuldig en verklaarde dat zij niet wist dat er een bom in de koffer zat die zij had afgegeven op de luchthaven. Maar Ruest-Pitre had 600 dollar schulden bij Guay en Guay had die schuld kwijtgescholden in ruil voor haar hulp. De drie beklaagden werden schuldig verklaard en zij werden veroordeeld tot de doodstraf door ophanging.
Albert Guay werd terechtgesteld op 12 januari 1951, Généreux Ruest op 25 juli 1952 en Marguerite Ruest-Pitre op 9 januari 1953. Ruest-Pitre, die de bijnaam Madame Corbeau ("mevrouw kraai") had gekregen wegens haar uiterlijk en haar altijd zwarte kleding, was de laatste vrouw die in Canada werd terechtgesteld.